# 忽必來
忽必來（？—1211年），又译为虎必来，蒙古帝国名将，尼倫蒙古巴鲁剌思氏，成吉思汗帐下“四狗（四勇、四先锋）”之一。蒙古第8位开国功臣（千户）。
宋朝淳熙十六年（1189年）忽必来與弟忽都思拥立成吉思汗为蒙古汗，任“云都赤”（即带刀侍卫）。1204年，受命为先锋与哲别一同出征乃蛮。1206年蒙古建国，忽必来被封为千户。1210年，忽必来率军出征西辽属下的葛邏祿，成功地使当地首领阿尔思兰汗归顺蒙古，次年回师后即病逝。

## 延伸阅读
[在维基数据编辑]
 《新元史/卷123》，出自柯劭忞《新元史》